# Pacto Abraâmico

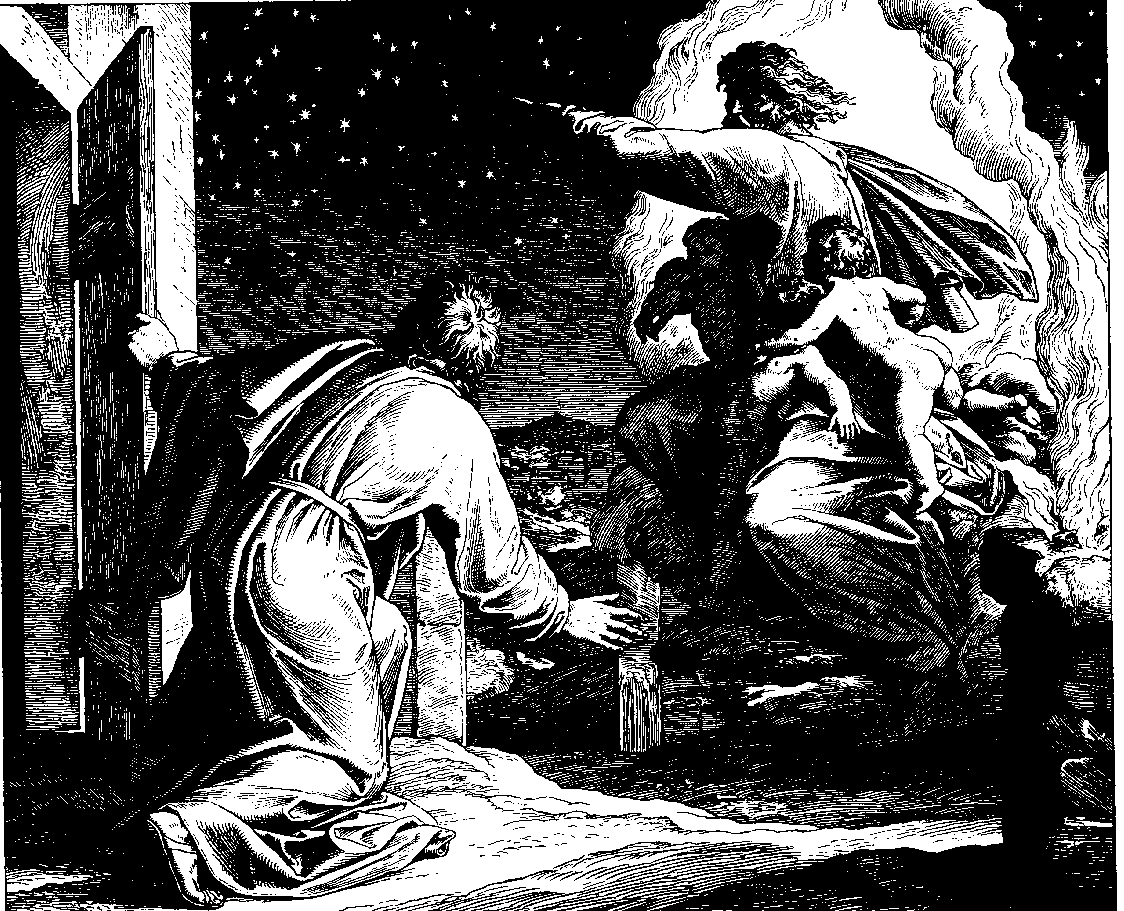
Deus mostra a Abraão as estrelas e compara a sua descendência a elas

Pacto Abraâmico ou Aliança Abraâmica foi o pacto realizado entre Deus e o patriarca Abraão e sua descendência.
De acordo com o judaísmo este pacto cumpre-se através do filho de Abraão, Yitzhak (Isaac) e o filho deste, Yaacov (Jacó). Este pacto se demonstraria através de uma aliança eterna de fidelidade deste povo representada pela brit milá e pelo cumprimento da Torá.
O cristianismo crê que, ainda que este pacto tenha sido válido com o povo de Israel, ele só atinge sua plenitude com a vinda de Jesus Cristo.
O islamismo crê que, ainda que este pacto tenha sido feito com Ibrahim (Abraão), e com o filho deste, Ismail (Ismael), que de acordo com a tradição islâmica seria o ancestral do povo árabe.